# قند

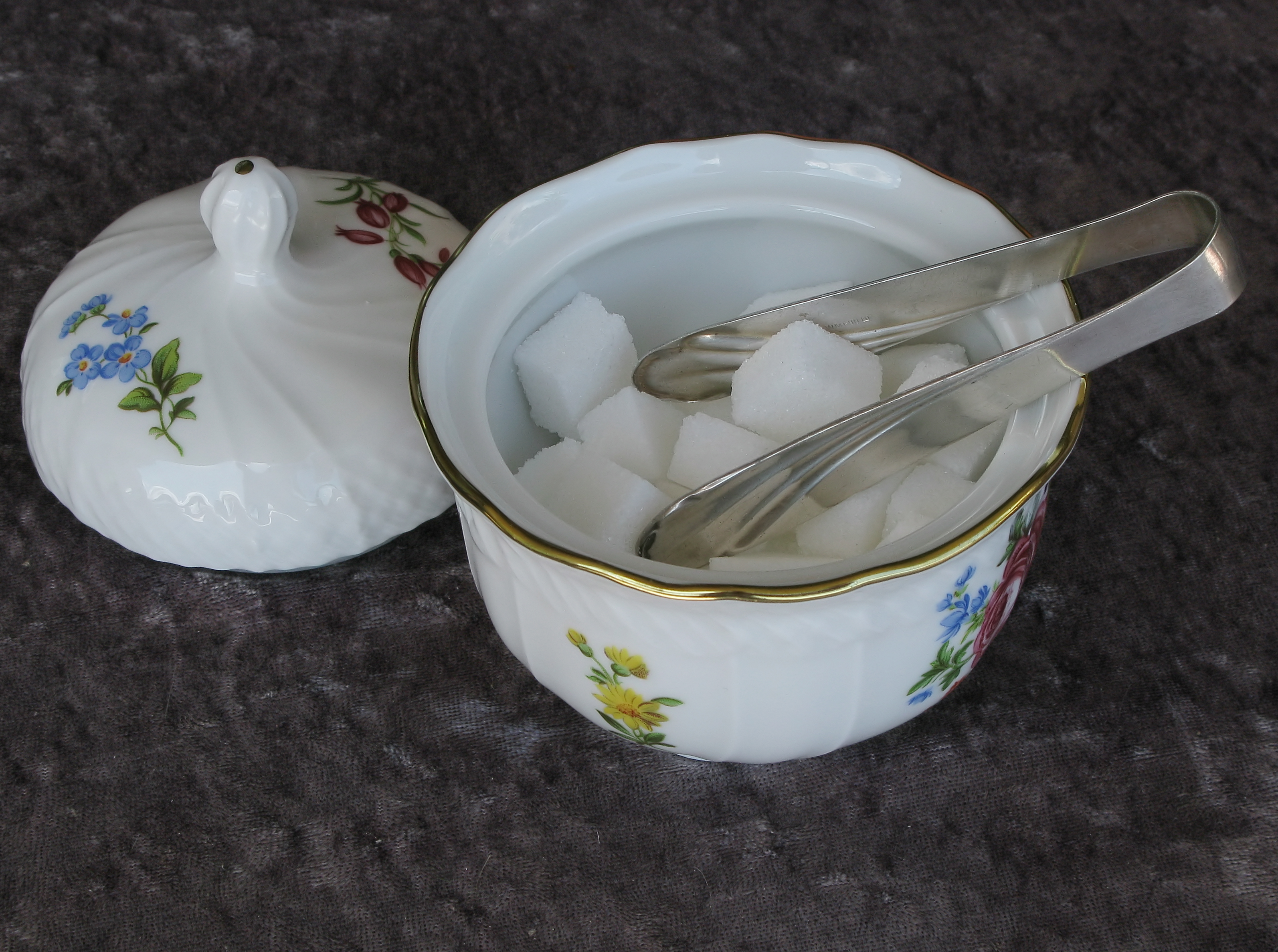
قند در قندان

قند یا حبه قند (به انگلیسی: Sugar cube) یک فرآوردهٔ صنعتی از ریحان قند و نیشکر می‌باشد و معمولاً به‌شکل مکعب‌های سفیدی می‌ماند که از جنس شکر می‌باشند. این، فرآورده بیش‌تر برای شیرین‌کردن نوشیدنی‌های تلخ (مثل چای یا قهوه) کاربرد دارد. قند معمولی از ترکیب ساکاروز (نوعی دی‌ساکارید) می‌باشد.

## تاریخچه
نیشکر از دوران پیش از تاریخ در هندوستان کشت می‌شد. با وجود آنکه هندیان شکر را در مراسم مذهبی استفاده می‌کردند، ولی از خوردن تکه‌های نیشکر هم لذت می‌بردند؛ هندی‌ها کشف کردند که چگونه این تکه‌های شکر را که در زبان سانسکریت به آن Khanda می‌گفتند، از آن استخراج کنند. این نام هندی در زبان فارسی تبدیل به «کند» و بعدها «قند» شد و از طریق زبان عربی به زبان‌های اروپایی رفت و در نهایت تبدیل به واژه Candy در انگلیسی شد که البته به «آبنبات» می‌گویند.
در دورهٔ رومیان قند را از اروپا می‌شناختند. اما تا قرن‌ها کمیاب و گران بود. کریستف کلمب در سال ۱۴۹۳ میلادی نیشکر را به هند غربی برد. این گیاه به حدی در آنجا خوب رشد کرد که اروپاییان مزارع بزرگی را به کشت نیشکر اختصاص دادند. در این مزارع بردگان آفریقایی کار می‌کردند و آن قدر درآمد نصیب صاحبانشان می‌شد که به نیشکر «طلای سفید» می‌گفتند.
ژاکوب کریستوف راد (Jakob Christof Rad) درگذشته در ۱۸۷۵ صنعتگر اروپایی به عنوان مخترع قند حبه شناخته شده است. او زاده سوئیس بود و در اتریش-مجارستان مدیریت یک کارخانه استحصال شکر را بر عهده داشت. در روش او شکر مرطوب در محلی شبیه قالب یخ ریخته و خشک می‌شد. در سال ۱۸۷۵ ماشینی در فرانسه ساخته شد که شکر را به صورت تکه‌های قند خرد می‌کرد. در سال ۱۹۴۰ تئوفیل  آدانت (Théophile Adant) بلژیکی روشی را ابداع کرد که در آن قند در حال متبلور شدن را در ظروفی به شکل کله قند می‌ریخت و بعد آن را به صورت حبه خرد یا اره می‌کردند. این روش تا سال ۱۹۵۰ تنها روش صنعتی تولید قند بود اما بعد از آن فرانسوی ها به روشی دست یافتند که با فشرده کردن ذرات مرطوب شکر قند را به صورت حبه به صورت انبوه تولید نمایند.